# Запад — 2013
«Запад — 2013» — совместные российско-белорусские стратегические военные учения, проводившиеся с 20 по 26 сентября 2013 года на двух полигонах в России и на трех (по некоторым данным — на семи) в Беларуси. Было задействовано свыше 10 тысяч военнослужащих.

## Состав сил и организационные особенности
Тема учения — подготовка и применение группировок войск для обеспечения военной безопасности Союзного государства Российской Федерации и Республики Беларусь.
Учения проходили в два этапа на российских полигонах «Хмелевка» и «Правдинский» (Калининградская область), а также — на полигонах «Брестский», «Гожский» и «Обуз-Лесновский» в Беларуси. В учебно-тренировочных мероприятиях на территории Российской Федерации было задействовано около 9 400 российских и более 200 белорусских военнослужащих, 180 единиц боевой техники, из них 10 танков, около 40 боевых самолетов и до 10 военно-морских судов Балтийского флота. Помимо них на территории Беларуси действовали 2520 российских солдат и офицеров.
По словам представителей министерства обороны РФ, легенда учений заключалась в следующем:

<…>
По сценарию учения на территорию Республики Беларусь проникли экстремистские группы и бандформирования, ставящие своей целью проведение террористических актов и дестабилизацию обстановки в стране. Им оказывается внешняя поддержка в виде материально-технической помощи, поставок вооружения и военного имущества.
Для стабилизации обстановки на территории Союзного государства в Республику Беларусь были оперативно переброшены подразделения Вооруженных Сил Российской Федерации, которые в тесном взаимодействии с подразделениями вооруженных сил Республики Беларусь предстояло блокировать и уничтожить условные незаконные вооруженные формирования.
<…>
— 
В ходе отработки учебно-боевых задач повышенное внимание было уделено координации действий между военными министерствами обеих стран и органами исполнительной власти для обеспечению потребностей Вооружённых Сил. За завершающим этапом учений, прошедшим на полигонах «Хмелевка» и «Гожский», наблюдали президент России Владимир Путин и президент Беларуси Александр Лукашенко.

### Воинские части, принимавшие участие
- 9-я отдельная мотострелковая бригада Западного военного округа Российской Федерации,
- 5-я отдельная бригада специального назначения Республики Беларусь,
- 38-я отдельная мобильная бригада Республики Беларусь,
- 11-я отдельная механизированная бригада Республики Беларусь,
- подразделения 20-й армии Вооруженных сил РФ,
- 336-я реактивная бригада,
- 465-я реактивная бригада,
- 120-я зенитная ракетная бригада[5] и др.

По результатам учений 75 человек были награждены, в том числе:
- 25 военнослужащих Сил специальных операций Вооружённых сил Беларуси, совершивших высадку с десантного корабля «Мордовия» на необорудованное побережье[6],
- 25 военнослужащих береговых войск Балтийского флота России и военнослужащих внутренних войск МВД.